# Slovensk Superliga i håndbold (mænd)
Slovensk Superliga i håndbold er mændenes toprække i håndbold i Slovenien.

## Liste over vindere
| Sæson     | Vindere  | Sølvvindere | Bronzevindere  |
| --------- | -------- | ----------- | -------------- |
| 1991–92   | Celje    | Slovan      | Jadran         |
| 1992–93   | Celje    | Jadran      | Prevent        |
| 1993–94   | Celje    | Gorenje     | Jadran         |
| 1994–95   | Celje    | Jadran      | Gorenje        |
| 1995–96   | Celje    | Gorenje     | Dobova         |
| 1996–97   | Celje    | Prevent     | Prule 67       |
| 1997–98   | Celje    | Prevent     | Trimo Trebnje  |
| 1998–99   | Celje    | Prevent     | Trimo Trebnje  |
| 1999–2000 | Celje    | Prule 67    | Trimo Trebnje  |
| 2000–01   | Celje    | Prule 67    | Prevent        |
| 2001–02   | Prule 67 | Celje       | Gorenje        |
| 2002–03   | Celje    | Prule 67    | Gorenje        |
| 2003–04   | Celje    | Gorenje     | Prevent        |
| 2004–05   | Celje    | Gorenje     | Ormož          |
| 2005–06   | Celje    | Gold Club   | Gorenje        |
| 2006–07   | Celje    | Gorenje     | Koper          |
| 2007–08   | Celje    | Koper       | Gorenje        |
| 2008–09   | Gorenje  | Koper       | Trimo Trebnje  |
| 2009–10   | Celje    | Gorenje     | Koper          |
| 2010–11   | Koper    | Gorenje     | Celje          |
| 2011–12   | Gorenje  | Celje       | Koper          |
| 2012–13   | Gorenje  | Celje       | Koper          |
| 2013–¡4   | Celje    | Gorenje     | Maribor Branik |
| 2014–15   | Celje    | Gorenje     | Maribor Branik |
| 2015–16   | Celje    | Gorenje     | Ribnica        |
| 2016–17   | Celje    | Gorenje     | Ribnica        |
| 2017–18   | Celje    | Ribnica     | Gorenje        |
| 2018–19   | Celje    | Gorenje     | Ribnica        |

| Klub     | Titler | År vundet |
| -------- | ------ | --- |
| Celje    | 23     | 1992, 1993, 1994, 1995, 1996, 1997, 1998, 1999, 2000, 2001, 2003, 2004, 2005, 2006, 2007, 2008, 2010, 2014, 2015, 2016, 2017, 2018, 2019 |
| Gorenje  | 3      | 2009, 2012, 2013 |
| Koper    | 1      | 2011 |
| Prule 67 | 1      | 2002 |